# Мол Велико Търново
Мол Велико Търново е търговски център, намиращ се в западната част на Велико Търново на магистралата София – Варна. Комплексът е първият мол, построен извън столицата. Откриването му е на 15 септември 2006 г.

## Описание
Общата площ на Мол Велико Търново е 33 000 кв. м, разположена на 7 нива, 4 от които са търговско-развлекателни и 3 нива са офис площи. Разполага с 2 открити и 1 закрит паркинг с общ капацитет от 330 паркоместа.

## Търговски обекти
- над 60 магазина на водещи български и световни марки;
- аптека;
- банка;
- кафене;
- пицария;
- три киносалона;
- казино;
- детски кът.

Известни наематели: H&M, LC Waikiki, New Yorker, Deichmann, adidas, Lee Cooper, Triumph, Geox, Timeоut, Pierre Cardin, Sport Vision, Хиполенд, Lucy, Andrews/, Daphne, Аполон, Andrews Ladies и други.

## Работно време
- Магазини: 10:00 – 21:00 ч.
- Супермаркет Класико CBA: 8:00 – 22:00 ч.
- Заведения: 10:00 – 24:00 ч.